# Confédération de Varsovie (1704)
Ne doit pas être confondu avec Confédération de Varsovie (1573).
La Confédération de Varsovie était une confédération dirigée contre le roi de Pologne-Lituanie Auguste II le Fort. Elle a été formée le 16 février 1704 à Varsovie et parvient, avec le soutien de Charles XII de Suède, à détrôner Auguste II et à déclare Stanisław Leszczyński roi de Pologne,. En réponse, le 20 mai 1704, les partisans d'Auguste II forment la Confédération de Sandomierz. La Confédération de Varsovie sort finalement victorieuse dans la guerre civile en Pologne, qui prend fin avec le Traité d'Altranstädt (1706). Peu de temps après la défaite suédoise à la bataille de Poltava, les Russes l'emportent, et Auguste II retrouve le trône de Pologne en 1709.